# 格雷格·乔伊
格雷格·乔伊（英語：Greg Joy，1956年4月23日—），加拿大男子田径运动员。他曾代表加拿大参加1976年夏季奥林匹克运动会田径比赛，获得一枚银牌。他也曾参加1978年和1982年英联邦运动会。